# Caleb Rodney
Caleb Rodney, född 29 april 1767 i Lewes i Kolonin Delaware, död 29 april 1840 i Lewes i Delaware, var en amerikansk politiker (federalist). Han var Delawares guvernör 1822–1823. Brodern Daniel Rodney hade varit Delawares guvernör 1814–1817.
Guvernör John Collins avled 1822 i ämbetet och efterträddes av Rodney. Han efterträddes i sin tur 1823 av Joseph Haslet.